# Associazione Sportiva Livorno Calcio 2005-2006
Questa voce raccoglie le informazioni riguardanti l'Associazione Sportiva Livorno Calcio nelle competizioni ufficiali della stagione 2005-2006.

## Stagione
Nella stagione 2005-2006 il Livorno parte con Roberto Donadoni come allenatore, il tecnico viene poi sostituito con Carlo Mazzone alla vigilia della 24ª giornata.
Il campionato dei labronici si chiude con un 9º posto finale sul campo, frutto dei 49 punti messi insieme, che, dopo le sentenze del CONI sullo scandalo Calciopoli e le relative penalizzazioni, diviene un 6º posto, che permette ai labronici la qualificazione alla Coppa UEFA 2006-2007.
Cristiano Lucarelli è ancora il miglior realizzatore stagionale livornese con 19 reti, il 4º assoluto nella classifica marcatori dietro Toni (31), Trezeguet (23) e Suazo (22).
In Coppa Italia gli amaranto superano nel primo turno il Forlì, nel secondo turno il Catanzaro, ma vengono poi eliminati dal Cittadella nel terzo turno.

## Rosa
| N. |                           | Ruolo | Calciatore           |
| -- | ------------------------- | ----- | -------------------- |
| 1  | Italia (bandiera)         | P     | Marco Amelia         |
| 2  | Italia (bandiera)         | D     | Stefano Fanucci      |
| 3  | Italia (bandiera)         | D     | Andrea Giallombardo  |
| 4  | Italia (bandiera)         | C     | Stefano Morrone      |
| 5  | Italia (bandiera)         | D     | Alessandro Lucarelli |
| 5  | Italia (bandiera)         | D     | Stefano Argilli      |
| 6  | Italia (bandiera)         | D     | Fabio Galante        |
| 7  | Francia (bandiera)        | D     | Marc Pfertzel        |
| 8  | Italia (bandiera)         | C     | Luis Fernando Centi  |
| 9  | Costa d'Avorio (bandiera) | A     | Ibrahima Bakayoko    |
| 11 | Brasile (bandiera)        | C     | Zé Rodolpho          |
| 13 | Cile (bandiera)           | D     | Jorge Vargas         |
| 14 | Italia (bandiera)         | P     | Paolo Ginestra       |
| 15 | Italia (bandiera)         | C     | Diego De Ascentis    |
| 17 | Serbia (bandiera)         | C     | Nikola Lazetić       |
| 19 | Italia (bandiera)         | P     | Paolo Acerbis        |

| N. |                    | Ruolo | Calciatore           |
| -- | ------------------ | ----- | -------------------- |
| 20 | Italia (bandiera)  | A     | Raffaele Palladino   |
| 21 | Brasile (bandiera) | A     | Paulinho             |
| 22 | Italia (bandiera)  | P     | Edoardo Grosso       |
| 23 | Italia (bandiera)  | D     | Francesco Coco       |
| 24 | Italia (bandiera)  | C     | Giuseppe Colucci     |
| 26 | Italia (bandiera)  | C     | Alessandro Gambadori |
| 28 | Italia (bandiera)  | C     | Dario Passoni        |
| 29 | Brasile (bandiera) | D     | César Prates         |
| 67 | Italia (bandiera)  | C     | Gennaro Ruotolo      |
| 69 | Italia (bandiera)  | D     | David Balleri        |
| 77 | Italia (bandiera)  | D     | Alessandro Grandoni  |
| 79 | Italia (bandiera)  | D     | Matteo Melara        |
| 87 | Italia (bandiera)  | C     | Alessandro Stefanini |
| 99 | Italia (bandiera)  | A     | Cristiano Lucarelli  |
|    | Italia (bandiera)  | A     | Gabriele Falchini    |

## Calciomercato

### Sessione estiva(dal 1/7 al 31/8)
| Acquisti | Acquisti             | Acquisti    | Acquisti      |
| R.       | Nome                 | da          | Modalità      |
| -------- | -------------------- | ----------- | ------------- |
| P        | Paolo Acerbis        | AlbinoLeffe | prestito      |
| P        | Paolo Ginestra       | Vis Pesaro  | definitivo    |
| D        | Francesco Coco       | Inter       | prestito      |
| D        | Stefano Fanucci      | Pescara     | fine prestito |
| D        | César Prates         | Botafogo    | definitivo    |
| C        | Luis Fernando Centi  | Treviso     | definitivo    |
| C        | Giuseppe Colucci     | Reggina     | definitivo    |
| C        | Diego De Ascentis    | Torino      | prestito      |
| C        | Alessandro Gambadori | Pavia       | definitivo    |
| C        | Nikola Lazetić       | Genoa       | -             |
| C        | Stefano Morrone      | Palermo     | definitivo    |
| A        | Ibrahima Bakayoko    | Istres      | -             |
| A        | Raffaele Palladino   | Juventus    | prestito      |
| A        | Zé Rodolpho          | Juventude   | prestito      |

| Cessioni | Cessioni             | Cessioni  | Cessioni      |
| R.       | Nome                 | a         | Modalità      |
| -------- | -------------------- | --------- | ------------- |
| P        | Luca Mazzoni         | Pavia     | prestito      |
| D        | Andrea Giallombardo  | Lazio     | prestito      |
| D        | Alessandro Lucarelli | Reggina   | definitivo    |
| C        | Mario Lička          | Slovácko  | definitivo    |
| C        | Emmanuel Osei        | Timișoara | prestito      |
| C        | José Luís Vidigal    | Udinese   | prestito      |
| C        | Luca Vigiani         | Reggina   | prestito      |
| A        | Corrado Colombo      | Sampdoria | fine prestito |
| A        | Tomas Danilevičius   | Avellino  | prestito      |

### Sessione invernale(dal 3/1 al 31/1)
| Acquisti | Acquisti        | Acquisti | Acquisti   |
| R.       | Nome            | da       | Modalità   |
| -------- | --------------- | -------- | ---------- |
| D        | Stefano Argilli | Modena   | definitivo |

| Cessioni | Cessioni             | Cessioni    | Cessioni   |
| R.       | Nome                 | a           | Modalità   |
| -------- | -------------------- | ----------- | ---------- |
| P        | Paolo Ginestra       | AlbinoLeffe | prestito   |
| D        | Matteo Melara        | Torino      | definitivo |
| C        | Luis Fernando Centi  | Atalanta    |            |
| C        | Alessandro Gambadori | Pisa        | definitivo |
| C        | Nikola Lazetić       | Torino      | definitivo |

## Risultati

### Serie A

#### Girone di andata
| Arbitro: | Rocchi (Firenze) |

|                                |           |                    |
| C. Lucarelli 12’ Palladino 48’ | Marcatori | 39’ (rig.) Pinardi |

| Arbitro: | Saccani (Mantova) |

|  |           |                    |
|  | Marcatori | 90+1’ C. Lucarelli |

| Livorno 18 settembre 2005, ore 15:00 CEST 3ª giornata | Livorno           | 0 – 0 referto | Roma | Stadio Armando Picchi\| Arbitro: \| Trefoloni (Siena) \| |
| Arbitro:                                              | Trefoloni (Siena) |               |      |                                                          |

| Messina 21 settembre 2005, ore 20:30 CEST 4ª giornata | Messina          | 0 – 0 referto | Livorno | Stadio San Filippo\| Arbitro: \| Rosetti (Torino) \| |
| Arbitro:                                              | Rosetti (Torino) |               |         |                                                      |

| Arbitro: | Brighi (Cesena) |

|                                       |           |  |
| Palladino 51’ C. Lucarelli 78’ (rig.) | Marcatori |  |

| Arbitro: | Ayroldi (Molfetta) |

|                                    |           |                         |
| Toni 27’ Jorgensen 35’ Pazzini 59’ | Marcatori | 85’ Galante 87’ Morrone |

| Arbitro: | Rodomonti (Roma1) |

|                                                             |           |  |
| Materazzi 11’ Cruz 19’ Cambiasso 49’ Cordoba 51’ Recoba 61’ | Marcatori |  |

| Arbitro: | Bertini (Arezzo) |

|                  |           |  |
| C. Lucarelli 88’ | Marcatori |  |

| Arbitro: | Palanca (Roma1) |

|                  |           |            |
| Suazo 49’ (rig.) | Marcatori | 74’ Melara |

| Arbitro: | Saccani (Mantova) |

|                              |           |  |
| C. Lucarelli 15’ Morrone 29’ | Marcatori |  |

| Arbitro: | Brighi (Cesena) |

|                                               |           |  |
| Ibrahimović 59’ Trezeguet 60’ Del Piero 90+2’ | Marcatori |  |

| Arbitro: | Rosetti (Torino) |

|                              |           |  |
| Morrone 31’ C. Lucarelli 87’ | Marcatori |  |

| Livorno 27 novembre 2005, ore 15:00 CEST 13ª giornata | Livorno              | 0 – 0 referto | Chievo | Stadio Armando Picchi\| Arbitro: \| Farina (Novi Ligure) \| |
| Arbitro:                                              | Farina (Novi Ligure) |               |        |                                                             |

| Arbitro: | Morganti (Ascoli Piceno) |

|  |           |                                  |
|  | Marcatori | 8’ (aut.) Obodo 73’ C. Lucarelli |

| Arbitro: | Tombolini (Ancona) |

|                                  |           |            |
| De Ascentis 58’ C. Lucarelli 77’ | Marcatori | 65’ Pandev |

| Arbitro: | Palanca (Roma1) |

|  |           |                            |
|  | Marcatori | 67’ Pfertzel 90+4’ Morrone |

| Arbitro: | Trefoloni (Siena) |

|  |           |                                 |
|  | Marcatori | 23’, 60’ Gilardino 71’ Ševčenko |

| Arbitro: | De Santis (Roma1) |

|  |           |                        |
|  | Marcatori | 8’, 90+2’ C. Lucarelli |

| Arbitro: | Paparesta (Bari) |

|                              |           |                                |
| Morrone 22’ C. Lucarelli 51’ | Marcatori | 7’ Locatelli 56’ (rig.) Chiesa |

#### Girone di ritorno
| Lecce 18 gennaio 2006, ore 20:30 CEST 20ª giornata | Lecce            | 0 – 0 referto | Livorno | Stadio Via del Mare\| Arbitro: \| Rodomonti (Roma) \| |
| Arbitro:                                           | Rodomonti (Roma) |               |         |                                                       |

| Arbitro: | Rizzoli (Bologna) |

|               |           |              |
| Galante 90+3’ | Marcatori | 7’ Reginaldo |

| Arbitro: | Messina (Bergamo) |

|                                  |           |  |
| Totti 31’, 41’ (rig.) Taddei 61’ | Marcatori |  |

| Arbitro: | Rosetti (Torino) |

|                       |           |                                    |
| C. Lucarelli 54’, 67’ | Marcatori | 78’ (rig.), 90+4’ (rig.) Di Napoli |

| Ascoli Piceno 8 febbraio 2006, ore 20:30 CEST 24ª giornata | Ascoli               | 0 – 0 referto | Livorno | Stadio Cino e Lillo Del Duca\| Arbitro: \| Farina (Novi Ligure) \| |
| Arbitro:                                                   | Farina (Novi Ligure) |               |         |                                                                    |

| Arbitro: | De Santis (Roma1) |

|                              |           |  |
| C. Lucarelli 66’ (rig.), 75’ | Marcatori |  |

| Livorno 19 febbraio 2006, ore 15:00 CEST 26ª giornata | Livorno          | 0 – 0 referto | Inter | Stadio Armando Picchi\| Arbitro: \| Bertini (Arezzo) \| |
| Arbitro:                                              | Bertini (Arezzo) |               |       |                                                         |

| Arbitro: | Rizzoli (Bologna) |

|           |           |             |
| Cozza 63’ | Marcatori | 46’ Morrone |

| Arbitro: | Saccani (Mantova) |

|  |           |           |
|  | Marcatori | 77’ Suazo |

| Arbitro: | Paparesta (Bari) |

|                                    |           |                     |
| Simplicio 37’ (rig.) Bresciano 81’ | Marcatori | 45’ (rig.) Bakayoko |

| Arbitro: | Dondarini (Finale Emilia) |

|              |           |                                   |
| Pfertzel 53’ | Marcatori | 3’, 54’ Trezeguet 90+4’ Del Piero |

| Arbitro: | Morganti (Ascoli Piceno) |

|                      |           |                         |
| Tavano 39’ Buscè 51’ | Marcatori | 87’ (rig.) C. Lucarelli |

| Arbitro: | Rizzoli (Bologna) |

|                              |           |                  |
| Amauri 14’ Obinna 60’ (rig.) | Marcatori | 40’ C. Lucarelli |

| Arbitro: | De Santis (Roma1) |

|  |           |                         |
|  | Marcatori | 35’ Iaquinta 52’ Natali |

| Arbitro: | Trefoloni (Siena) |

|                                 |           |             |
| Oddo 20’ (rig.) Pandev 56’, 73’ | Marcatori | 52’ Colucci |

| Arbitro: | Bertini (Arezzo) |

|                                  |           |               |
| C. Lucarelli 4’ (rig.), 41’, 51’ | Marcatori | 90+2’ Tedesco |

| Arbitro: | Racalbuto (Gallarate) |

|                    |           |  |
| F.Inzaghi 28’, 65’ | Marcatori |  |

| Livorno 7 maggio 2006, ore 15:00 CEST 37ª giornata | Livorno           | 0 – 0 referto | Sampdoria | Stadio Armando Picchi\| Arbitro: \| Stefanini (Prato) \| |
| Arbitro:                                           | Stefanini (Prato) |               |           |                                                          |

| Siena 14 maggio 2006, ore 15:00 CEST 38ª giornata | Siena                       | 0 – 0 referto | Livorno | Stadio Artemio Franchi - Montepaschi Arena\| Arbitro: \| Girardi (San Donà di Piave) \| |
| Arbitro:                                          | Girardi (San Donà di Piave) |               |         |                                                                                         |

### Coppa Italia

#### Turni preliminari
| Arbitro: | P.S. Mazzoleni (Bergamo) |

|                                          |           |  |
| C. Lucarelli 16’ (rig.), 22’ Morrone 81’ | Marcatori |  |

| Arbitro: | Gabriele (Roma 1) |

|                                 |                      |                                                |
| Corona Morello Calzi Sorrentino | Tiri di rigore 2 – 4 | Vargas Ruotolo Paulinho Palladino C. Lucarelli |

| Arbitro: | P.S. Mazzoleni (Bergamo) |

|                                      |           |                               |
| Giacobbo 15’ Colussi 38’ Riberto 46’ | Marcatori | 25’ C. Lucarelli 90’ Pfertzel |

## Statistiche

### Statistiche di squadra
| Competizione | Punti | In casa | In casa | In casa | In casa | In casa | In casa | In trasferta | In trasferta | In trasferta | In trasferta | In trasferta | In trasferta | Totale | Totale | Totale | Totale | Totale | Totale | DR |
| Competizione | Punti | G       | V       | N       | P       | Gf      | Gs      | G            | V            | N            | P            | Gf           | Gs           | G      | V      | N      | P      | Gf     | Gs     | DR |
| ------------ | ----- | ------- | ------- | ------- | ------- | ------- | ------- | ------------ | ------------ | ------------ | ------------ | ------------ | ------------ | ------ | ------ | ------ | ------ | ------ | ------ | -- |
| Serie A      | 49    | 19      | 8       | 7       | 4       | 22      | 17      | 19           | 4            | 6            | 9            | 15           | 27           | 38     | 12     | 13     | 13     | 37     | 44     | -7 |
| Coppa Italia | -     | 1       | 1       | 0       | 0       | 3       | 0       | 2            | 0            | 1            | 1            | 2            | 3            | 3      | 1      | 1      | 1      | 5      | 3      | +2 |
| Totale       | -     | 20      | 9       | 7       | 4       | 25      | 17      | 21           | 4            | 7            | 10           | 17           | 30           | 41     | 13     | 14     | 14     | 42     | 47     | -5 |

### Andamento in campionato
| Giornata  | 1 | 2 | 3 | 4 | 5 | 6 | 7  | 8 | 9 | 10 | 11 | 12 | 13 | 14 | 15 | 16 | 17 | 18 | 19 | 20 | 21 | 22 | 23 | 24 | 25 | 26 | 27 | 28 | 29 | 30 | 31 | 32 | 33 | 34 | 35 | 36 | 37 | 38 |
| --------- | - | - | - | - | - | - | -- | - | - | -- | -- | -- | -- | -- | -- | -- | -- | -- | -- | -- | -- | -- | -- | -- | -- | -- | -- | -- | -- | -- | -- | -- | -- | -- | -- | -- | -- | -- |
| Luogo     | C | T | C | T | C | T | T  | C | T | C  | T  | C  | C  | T  | C  | T  | C  | T  | C  | T  | C  | T  | C  | T  | C  | C  | T  | C  | T  | C  | T  | T  | C  | T  | C  | T  | C  | T  |
| Risultato | V | V | N | N | V | P | P  | V | N | V  | P  | V  | N  | V  | V  | V  | P  | V  | N  | N  | N  | P  | N  | N  | V  | N  | N  | P  | P  | P  | P  | P  | P  | P  | V  | P  | N  | N  |
| Posizione | 4 | 2 | 5 | 6 | 3 | 6 | 10 | 7 | 8 | 5  | 7  | 5  | 5  | 5  | 5  | 5  | 5  | 5  | 5  | 5  | 5  | 6  | 6  | 6  | 6  | 6  | 6  | 6  | 6  | 7  | 8  | 9  | 9  | 9  | 8  | 9  | 9  | 9  |

Legenda:

Luogo: C = Casa; T = Trasferta. Risultato: V = Vittoria; N = Pareggio; P = Sconfitta.

### Statistiche dei giocatori
Sono in corsivo i calciatori che hanno lasciato la società a stagione in corso.
| Giocatore       | Serie A  | Serie A | Serie A     | Serie A    | Coppa Italia | Coppa Italia | Coppa Italia | Coppa Italia | Totale   | Totale | Totale      | Totale     |
| Giocatore       | Presenze | Reti    | Ammonizioni | Espulsioni | Presenze     | Reti         | Ammonizioni  | Espulsioni   | Presenze | Reti   | Ammonizioni | Espulsioni |
| --------------- | -------- | ------- | ----------- | ---------- | ------------ | ------------ | ------------ | ------------ | -------- | ------ | ----------- | ---------- |
| M. Amelia       | 36       | 0       | 1           | 0          | 3            | -2           | 0            | 0            | 39       | -2     | 1           | 0          |
| S. Fanucci      | 5        | 0       | 1           | 0          | 0            | 0            | 0            | 0            | 5        | 0      | 1           | 0          |
| A. Giallombardo | 1        | 0       | 0           | 0          | 2            | 0            | 2            | 0            | 3        | 0      | 2           | 0          |
| S. Morrone      | 35       | 6       | 6           | 1          | 3            | 1            | 0            | 0            | 38       | 7      | 6           | 1          |
| A. Lucarelli    | 0        | 0       | 0           | 0          | 1            | 0            | 1            | 0            | 1        | 0      | 1           | 0          |
| S. Argilli      | 9        | 0       | 1           | 0          | 0            | 0            | 0            | 0            | 9        | 0      | 1           | 0          |
| F. Galante      | 35       | 2       | 4           | 0          | 2            | 0            | 0            | 0            | 37       | 2      | 4           | 0          |
| M. Pfertzel     | 29       | 2       | 2           | 0          | 3            | 1            | 1            | 0            | 32       | 3      | 3           | 0          |
| L.F. Centi      | 7        | 0       | 1           | 0          | 1            | 0            | 0            | 0            | 8        | 0      | 1           | 0          |
| I. Bakayoko     | 21       | 1       | 0           | 0          | 0            | 0            | 0            | 0            | 21       | 1      | 0           | 0          |
| Z. Rodolpho     | 0        | 0       | 0           | 0          | 0            | 0            | 0            | 0            | 0        | 0      | 0           | 0          |
| J. Vargas       | 31       | 0       | 10          | 1          | 3            | 0            | 2            | 0            | 34       | 0      | 12          | 1          |
| P. Ginestra     | 0        | 0       | 0           | 0          | 0            | 0            | 0            | 0            | 0        | 0      | 0           | 0          |
| D. De Ascentis  | 29       | 1       | 5           | 1          | 0            | 0            | 0            | 0            | 29       | 1      | 5           | 1          |
| N. Lazetic      | 16       | 0       | 4           | 0          | 0            | 0            | 0            | 0            | 16       | 0      | 4           | 0          |
| P. Acerbis      | 2        | 0       | 0           | 0          | 0            | 0            | 0            | 0            | 2        | 0      | 0           | 0          |
| R. Palladino    | 22       | 2       | 1           | 0          | 3            | 0            | 0            | 0            | 25       | 2      | 1           | 0          |
| Paulinho        | 1        | 0       | 0           | 0          | 3            | 0            | 0            | 0            | 4        | 0      | 0           | 0          |
| E. Grosso       | 0        | 0       | 0           | 0          | 0            | 0            | 0            | 0            | 0        | 0      | 0           | 0          |
| F. Coco         | 28       | 0       | 0           | 1          | 0            | 0            | 0            | 0            | 28       | 0      | 0           | 1          |
| G. Colucci      | 24       | 1       | 4           | 0          | 3            | 0            | 0            | 0            | 27       | 1      | 4           | 0          |
| A. Gambadori    | 0        | 0       | 0           | 0          | 2            | 0            | 0            | 0            | 2        | 0      | 0           | 0          |
| D. Passoni      | 30       | 0       | 5           | 0          | 0            | 0            | 0            | 0            | 30       | 0      | 5           | 0          |
| C. Prates       | 29       | 0       | 1           | 0          | 0            | 0            | 0            | 0            | 29       | 0      | 1           | 0          |
| G. Ruotolo      | 21       | 0       | 5           | 0          | 2            | 0            | 1            | 0            | 23       | 0      | 6           | 0          |
| D. Balleri      | 22       | 0       | 1           | 0          | 3            | 0            | 1            | 0            | 25       | 0      | 2           | 0          |
| A. Grandoni     | 34       | 0       | 4           | 0          | 2            | 0            | 0            | 0            | 36       | 0      | 4           | 0          |
| M. Melara       | 6        | 1       | 1           | 0          | 1            | 0            | 0            | 0            | 7        | 1      | 1           | 0          |
| A. Stefanini    | 0        | 0       | 0           | 0          | 0            | 0            | 0            | 0            | 0        | 0      | 0           | 0          |
| C. Lucarelli    | 36       | 19      | 3           | 1          | 3            | 3            | 0            | 0            | 39       | 22     | 3           | 1          |
| G. Falchini     | 0        | 0       | 0           | 0          | 0            | 0            | 0            | 0            | 0        | 0      | 0           | 0          |